# Titularbistum Segisama
Segisama ist ein Titularbistum der römisch-katholischen Kirche.
Es geht zurück auf einen untergegangenen Bischofssitz in der gleichnamigen antiken Stadt (heute Sasamón), die in der römischen Provinz Tarraconensis lag. Der Bischofssitz gehörte der Kirchenprovinz Tarragona an.
| Titularbischöfe von Segisama |                                                |                                                        |                   |                |
| Nr.                          | Name                                           | Amt                                                    | von               | bis            |
| 1                            | Marko Alaupović Titularerzbischof pro hac vice | emeritierter Erzbischof von Vrhbosna (Jugoslawien)     | 13. Januar 1970   | 18. April 1979 |
| 2                            | John Joseph                                    | Weihbischof in Faisalabad (Pakistan)                   | 24. Oktober 1980  | 9. Januar 1984 |
| 3                            | Piotr Skucha                                   | Weihbischof in Kielce Weihbischof in Sosnowiec (Polen) | 18. Dezember 1986 |                |